# Giuseppe Citterio
Giuseppe Citterio (Seregno, 27 marzo 1967) è un ex ciclista su strada italiano.
Professionista dal 1990 al 1997, vinse una tappa al Giro d'Italia.

## Carriera
I principali successi da professionista furono una tappa al Giro di Calabria nel 1991, una tappa alla Hofbrau Cup nel 1992, la Classic Haribo e una tappa al Giro d'Italia nel 1995 e una tappa alla Volta a la Comunitat Valenciana nel 1996. Partecipò a quattro edizioni del Giro d'Italia, due del Tour de France e una della Vuelta a España.

## Palmarès
- 1989

Trofeo Gaetano Santi
Gran Premio Delfo
- 1991

2ª tappa Giro di Calabria (Amantea > Siderno)
- 1992

3ª tappa, 2ª semitappa Hofbrau Cup (Waiblingen > Waiblingen)
- 1993

3ª tappa Clásica Colprensa (Paipa > Sogamoso)
- 1995

Classic Haribo
16ª tappa Giro d'Italia (Lenzerheide > Treviglio)
- 1996

3ª tappa Volta a la Comunitat Valenciana (Jávea > Cullera)

## Piazzamenti

### Grandi Giri
- Giro d'Italia

1990: ritirato (15ª tappa)
1991: ritirato (4ª tappa)
1995: 107º
1996: ritirato (2ª tappa)
- Tour de France

1993: ritirato (2ª tappa)
1995: ritirato (4ª tappa)
- Vuelta a España

1996: 107º

### Classiche monumento
- Milano-Sanremo

1996: 78º